# 特隆门街
特隆门街（Trongate）是苏格兰城市格拉斯哥最古老的街道之一，位于格拉斯哥老城区的商人城区域，是从东区进入中区的主要路线。特隆门街开始于格拉斯哥十字，中世纪格拉斯哥的中心，其标志为托尔博斯钟楼，是1926年被大火烧毁的老市政厅的残迹。向西，它变成亚皆老街，格拉斯哥的“金Z”购物街的最南端。
在1560年代左右，开始使用特隆门街的名字。“特隆”这个苏格兰语名字来源于16世纪中期建立的一个称重秤，从克莱德河运来的所有货物都被称重和征税。
特隆教堂（建于17世纪），拥有独特的尖顶和钟，是这条街上最著名的地标。它在20世纪80年代改建为特隆剧院。历史上，在工业革命之后，随着城市向西扩张，包括特隆门街在内的格拉斯哥的中世纪街区走向衰落，甚至在今天，仍然有许多废弃的建筑和半关闭的商店。
自20世纪90年代以来，该地区与商人城的其余部分都经历了复兴，古老的维多利亚建筑里开设了新的酒吧，餐馆和高档公寓。伦敦的塞尔福里奇百货公司收购了位于特隆门街和Candleriggs转角的Goldbergs 原址，建立了一家新的百货公司。然而，2003年加拿大商人盖伦·韦斯顿收购塞尔福里奇之后，进展停滞不前。他更倾向于改造塞尔福里奇的牛津街旗舰店，而不是在格拉斯哥和其他城市如泰恩河畔纽卡斯尔、利兹和布里斯托尔开店。截至2012年8月，街道北侧大部分仍然是半废墟。 
55°51′26″N 4°14′45″W / 55.85712°N 4.24577°W